# JLSL東西対抗戦
JLSL東西対抗戦（JLSLとうざいたいこうせん）は1993年から1996年までの4年間、日本女子サッカーリーグ（JLSL：のちのL・リーグ、なでしこリーグ） が行っていた大会。

## 概要
男子のJリーグの「Jリーグオールスター戦」に相当するが、「バレンタインサッカーフェスティバル」という副題のとおりバレンタインデー（2月14日）に近い2月の日曜日（第2回大会のみ豪雪による延期で3月=ホワイトデー後）に行われていた。
なおこの大会は第1回から第3回までは文字通り、本拠地の東西に分けたチーム編成をしていたが、第4回大会は当時のJリーグオールスター戦と同じく前年順位の奇数組(BLUE ODDS)と偶数組(RED EVENS)に分かれた編成であり、また1994年の第6回日本女子サッカーリーグ後期から日本女子サッカーリーグの略称が「L・リーグ」と変更されたため第3回大会および第4回大会名でもそれを用いているが、のちの公式文書ではすべて「JLSL東西対抗戦」のタイトルでまとめられているため、項目名もそれに倣う。
第5回大会も1997年2月16日に予定されていたが諸般の事情により中止となり、その後しばらく行われなかったが、2006年から夏に行われる「なでしこリーグオールスター」は、その流れをくむ大会として位置づけられている。
ちなみにJLSL発足前にも1982年より女子サッカー東西対抗戦が開催されていた。

## 各回の成績

### 第1回（1993年）
- 主催：財団法人日本サッカー協会　日本女子サッカーリーグ
- 主管：東京都サッカー協会
- 協賛：シダ・コーポレーション　アシックス

競技方法
- 試合は80分（前後半各40分）で行う
- 勝敗が決しない場合は延長戦、PK戦は行わない
- 1チーム16名で構成。うち外国人選手は1チーム4名まで。各チームから最低1名は選出。交代は5人まで

#### 試合結果
| #1 | 2月21日 (日) 13:15 |

| 東軍 | 0-1 | 西軍       |
|      |     | 孫慶梅 4分 |

| 国立西が丘サッカー場 |

- MVP:孫慶梅

#### 選出メンバー
東軍 (読売ベレーザ、日興證券ドリームレディース、日産FCレディース、フジタ天台SCマーキュリー、新光精工FCクレール)
監督：竹本一彦 (読売ベレーザ監督)
コーチ：両角秀夫 (日興證券ドリームレディース監督)
GK：小野寺志保(読売 45分)
DF：島村千亜紀(読売)　山木里恵(日産)　宇野涼子(読売)　グン・ニイボルグ(日興)
MF：澤穂希(読売)　高倉麻子(読売 60分)　キンバリ・ピーターセン(日興 45分)　ジル・ルトン(フジタ 70分)
FW：大竹奈美(読売 45分)　野田朱美(読売)
SUB
GK：小澤純子(日産 45分)
DF：大部由美(日興 60分)
MF：中村愛(新光 45分)　田代久美子(日興 70分)
FW：キャリー・セアウェトニク(フジタ 45分)
西軍 (鈴与清水FCラブリーレディース、松下電器LSCバンビーナ、プリマハムFCくノ一、旭国際バニーズ、田崎神戸レディース)
監督：内山貫之 (鈴与清水FCラブリーレディース監督)
コーチ：小宮山定 (松下電器LSCバンビーナ監督)
GK：李艶杰(松下 55分)
DF：佐藤恵子(旭国際)　埴田真紀(松下)　荻原弘子(旭国際 55分)　山口小百合(鈴与)
MF：李秀馥(プリマ*)　木岡二葉(鈴与)　森本ゆう子(プリマ 65分)　半田悦子(鈴与)
FW：孫慶梅(松下 75分) 周台英(鈴与)
SUB
GK：加賀谷千由紀(鈴与 55分)
DF：水慶霞(プリマ)
MF：黒田今日子(プリマ)
FW：榊原千華(鈴与 55分)　藤原美佳(松下 65分)　大澤直子(田崎 75分)
*李秀馥は公式プログラムに名前なし

### 第2回（1994年）
- 主催：財団法人日本サッカー協会　日本女子サッカーリーグ
- 主管：東京都サッカー協会
- 協賛：ダンロップスポーツ東京本社　吉原製油

競技方法
- 試合は80分（前後半各40分）で行う
- 勝敗が決しない場合は延長戦、PK戦は行わない
- 1チーム15名で構成。うち外国人選手は1チーム4名まで。各チームから最低1名は選出。交代は4人まで

#### 試合結果
| #2 | 3月21日 (日) 13:05 ※ |

| 東軍                  | 1 - 0 | 西軍 |
| 武岡イネス美恵子 50分 |       |      |

| 国立西が丘サッカー場 |

※積雪により2月13日から変更
- MVP：武岡イネス美恵子

#### 選出メンバー
東軍 (読売ベレーザ、日興證券ドリームレディース、日産FCレディース、フジタ天台SCマーキュリー、TOKYO SHiDAX LSC)
監督：竹本一彦 (読売ベレーザ監督)
コーチ：両角秀夫 (日興證券ドリームレディース監督)
GK：小野寺志保(読売 45分)
DF：藤井奈々(読売 45分)　宇野涼子(読売)　大部由美(日興)　山木里恵(日産)
MF：高倉麻子(読売)　中村愛(SHiDAX 50分)　澤穂希(読売)　野田朱美(読売)
FW：大竹奈美(読売)　武岡イネス恵美子(日興 50分)
SUB
GK：小澤純子(日産 45分)
DF：森本鶴(日産 45分)
FW：田原悦子(フジタ 50分)　高嶋美奈子(日産 50分)
西軍 (鈴与清水FCラブリーレディース、シロキFCセレーナ、松下電器LSCバンビーナ、プリマハムFCくノ一、旭国際バニーズ)
監督：足立高浩 (鈴与清水FCラブリーレディース監督)
コーチ：平林健一 (シロキFCセレーナ監督)
GK：加賀谷千由紀(鈴与 45分)
DF：山口小百合(鈴与)　埴田真紀(松下)　伏見有希(鈴与 61分)　東明有美(プリマ)
MF：李秀馥(プリマ)　半田悦子(鈴与)　木岡二葉(鈴与)　森本ゆう子(プリマ 61分)
FW：ブランディー・チャスティン(シロキ)　長峯かおり(鈴与 45分*)
SUB
GK：山郷のぞみ(プリマ 45分)
DF：佐藤恵子(旭国際 61分)
MF：水間百合子(旭国際 45分)
FW：島崎千帆(シロキ 61分)　周台英(鈴与)　
*長峯かおりは公式プログラムに名前なし

### 第3回（1995年）
- 主催：財団法人日本サッカー協会　日本女子サッカーリーグ
- 主管：東京都サッカー協会
- 協賛：吉原製油　ミズノ　日本旅行　サベナ・ベルギー航空

競技方法
- 試合は80分（前後半各40分）で行う
- 勝敗が決しない場合は延長戦、PK戦は行わない
- 1チーム16名で構成。うち外国人選手は1チーム4名まで。各チームから最低1名は選出。交代は5人まで

#### 試合結果
| #3 | 2月12日 (日) 13:00 |

| 東軍                | 2 - 1 | 西軍                        |
| 野田朱美 49分, 72分 |       | シャーメイン・フーパー 54分 |

| 国立西が丘サッカー場 |

- MVP:野田朱美
- 敢闘賞:シャーメイン・フーパー

#### 選出メンバー
東軍 (読売西友ベレーザ、日興證券ドリームレディース、浦和レディースFC、フジタSCマーキュリー、TOKYO SHiDAX LSC)
監督：竹本一彦 (読売西友ベレーザ監督)
コーチ：渡部仁 (日興證券ドリームレディース監督)
GK：小野寺志保(読売西友 45分)
DF：大部由美(日興)　山木里恵(日産)　 藤井奈々(読売西友)　長江輝美(日興 25分)
MF：トゥーナ・ハウゲン(日興)　五味（酒井）與恵(読売西友)　高倉麻子(読売西友)　武岡イネス恵美子(日興 45分)
FW：野田朱美(読売西友)　シンシア・デービス(フジタ 51分)
SUB
GK：今野直美(日興 45分)
MF：澤穂希(読売西友 75分)
FW：大竹奈美(読売西友 51分)　赤間恭子(SHiDAX 25分 75分)　井坂美都(浦和 45分)
西軍 (鈴与清水FCラブリーレディース、シロキFCセレーナ、松下電器LSCバンビーナ、プリマハムFCくノ一、旭国際バニーズ)*
監督：小宮山定 (松下電器LSCバンビーナ監督)
コーチ：平林健一 (シロキFCセレーナ監督)
GK：坂田恵(プリマ)
DF：埴田真紀(松下)　木村里恵(松下 45分)　東明有美(プリマ)　仁科賀恵(プリマ)
MF：門原かおる(松下)　李秀馥(プリマ)　木岡二葉(鈴与 45分)
FW：半田悦子(鈴与 45分)　水間百合子(旭国際 45分)　シャーメイン・フーパー(プリマ)
SUB
GK：安田陽子(シロキ)
DF：伏見有希(鈴与 45分)
MF：孫慶梅(松下)　日向千夏(松下 45分)　藤原美佳(松下 45分)
FW：高嶋美奈子(シロキ 45分)
*西軍メンバーは公式プログラムに17人掲載

### 第4回（1996年）
- 主催：財団法人日本サッカー協会　日本女子サッカーリーグ
- 主管：東京都サッカー協会
- 協賛：吉原製油　ミズノ　日本旅行

競技方法
- 試合は90分（前後半各45分）で行う
- 勝敗が決しない場合は延長戦、PK戦は行わない
- 1チーム16名で構成。うち外国人選手は1チーム3名まで。各チームから最低1名は選出。交代は5人まで

#### 試合結果
| #4 | 2月11日 (日) 13:00 |

| BLUE ODDS                       | 3 - 1 | RED EVENS   |
| 内山環 16分, 25分 · 澤穂希 84分 |       | 劉愛玲 11分 |

| 国立西が丘サッカー場 |

- MVP:澤穂希

#### 選出メンバー
BLUE ODDS：総合成績奇数順位チーム
(読売西友ベレーザ、プリマハムFCくノ一、シロキFCセレーナ、鈴与清水FCラブリーレディース、TOKYO SHiDAX LSC)
監督：長澤和明 (鈴与清水FCラブリーレディース監督)
コーチ：竹本一彦 (読売西友ベレーザ監督)
GK：小野寺志保(読売 62分)
DF：五味（酒井）與恵(読売 62分)　東明有美(プリマ)　温莉蓉(プリマ)　仁科賀恵(プリマ)
MF：高倉麻子(読売)　澤穂希(読売)　森本佑子(プリマ 62分)　木岡二葉(鈴与 41分)
FW：内山環(プリマ 45分)　シャーメイン・フーパー(プリマ)
SUB
GK：坂田恵(プリマ 62分)
DF：岡村和美(SHiDAX 62分)
MF：永留かおる(プリマ 41分)
FW：半田悦子(鈴与 45分)　田中由美子(シロキ 62分)
RED EVENS：総合成績偶数順位チーム
(日興證券ドリームレディース、フジタSCマーキュリー、松下電器LSCバンビーナ、宝塚バニーズ、田崎ペルーレ)
監督：渡部仁 (日興證券ドリームレディース監督)
コーチ：小宮山定(松下電器LSCバンビーナ監督)
GK：キャロン・ロメロ(フジタ)
DF：山木里恵(日興)　森本鶴(日興)　虎見ユリ(日興  73分)　埴田真紀(松下)
MF：大部由美(日興 73分)　劉愛玲(田崎)　武岡イネス恵美子(日興)
FW：牛麗傑(田崎 73分)　野田朱美(宝塚 55分)
SUB
DF：磯﨑浩美(田崎 73分)
MF：門原かおる(松下)　 佐藤聖子(フジタ)
FW：藤原美佳(松下 55分)　田原悦子(田崎 73分)　日向千夏(松下 73分)

### 第5回（1997年）
- 名称：第5回バレンタインサッカーフェスティバル
- 開催日：2月16日 (日)中止